# 1er Zen-Nihon Shukensen (shogi) 1947-1948
| 2e Zen-Nihon Shukensen (shogi) 1948-1949 ---} |
| --------------------------------------------- |

Le premier Zen Nihon Shikansen est une compétition professionnelle japonaise de Shogi sponsorisée par le Yomiuri Shimbun comptant pour la saison 1947-1948 
Les deux premières éditions du Zen nihon shikansen furent considérées comme des titres mineurs

## Kesshō rīgu (ligue finale)

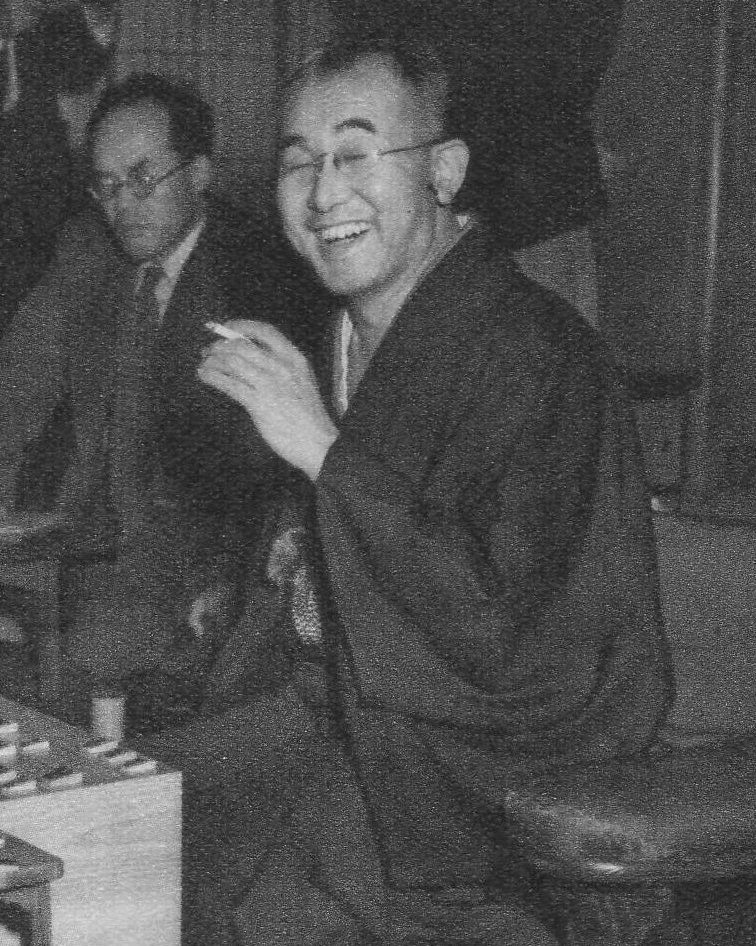
Yoshio Kimura, le vainqueur du tournoi.

Le Kesshō rīgu permet a Yoshio Kimura de s'imposé
| Joueurs       | Joueurs  | Joueurs | Kimura | Katō | Maruta |   | Yoshio Kimura 木村義雄 |
| ------------- | -------- | ------- | ------ | ---- | ------ | - | ---------------------- |
| Yoshio Kimura | 木村義雄 | 1905    | x      | 1    | 1      | 2 | Yoshio Kimura 木村義雄 |
| Jirō Katō     | 加藤治郎 | 1910    | 0      | x    | 1      | 1 | Yoshio Kimura 木村義雄 |
| Yūzō Maruta   | 丸田祐三 | 1919    | 0      | 0    | x      | 0 | Yoshio Kimura 木村義雄 |

## Tōnamento
| Joueurs          | Joueurs    | Joueurs |                | Finalistes    |
| ---------------- | ---------- | ------- | -------------- | ------------- |
| Yūzō Maruta      | 丸田祐三   | 1919    | Yūzō Maruta    | Yūzō Maruta   |
| Kōzō Masuda      | 升田幸三   | 1918    | Yūzō Maruta    | Yūzō Maruta   |
| Chōtarō Hanada   | 花田長太郎 | 1897    | Gen'ichi Ōno   | Yūzō Maruta   |
| Gen'ichi Ōno     | 大野源一   | 1911    | Gen'ichi Ōno   | Yūzō Maruta   |
| Yasuharu Oyama   | 大山康晴   | 1923    | Yasuharu Oyama | Yoshio Kimura |
| Ichitarō Doi     | 土居市太郎 | 1897    | Yasuharu Oyama | Yoshio Kimura |
| Kiyoshi Hagiwara | 萩原淳     | 1904    | Yoshio Kimura  | Yoshio Kimura |
| Yoshio Kimura    | 木村義雄   | 1905    | Yoshio Kimura  | Yoshio Kimura |
| Jirō Katō        | 加藤治郎   | 1910    | Jirō Katō      | Jirō Katō     |
| Masao Tsukada    | 塚田正夫   | 1914    | Masao Tsukada  | Jirō Katō     |